# Joób Márton
Joób Márton (Szeged, 1982. június 24. –) többszörös világbajnok magyar síkvízi (gyorsasági) kenus, politikus.

## Sportpályafutása
Kenusként 2003-ban kezdte a nemzetközi versenyzést.  
Négy érmet nyert az ICF Kajak-kenu világbajnokságokon, melyek közül három arany (C-4 1000 m: 2003 ,C-4 200 m: 2007, C-4 500 m: 2007) és egy bronz (C-4 200 m: 2006).
A 2004-es athéni nyári olimpiai játékokon hetedik helyen végzett a kenu egyes (C-1) 500 m-es versenyszámában.

## Politikai pályafutása
Az Összefogás Szegedért Egyesület politikusa. 2014-től tagja a szegedi önkormányzat közgyűlésének, 2014-ben Szeged 19. egyéni választókerületében az MSZP-DK-Együtt-PM-Szegedért színeiben szerzett mandátumot. 2018-ban − Botka László MSZP-s szegedi polgármester felkérésére – az MSZP-Párbeszéd egyéni képviselőjelöltjeként indult a Csongrád 02-es választókörzetben, de nem sikerült mandátumhoz jutnia.  

### Adócsalási vádak
Joóbot 2020. július 28-án több száz millió forintra rúgó adócsalás vádjával a Nemzeti Adó- és Vámhivatal őrizetbe vette.

## Magánélete
Apja a Hit Gyülekezete lelkésze és (2020-ban) ő maga is a felekezet tagja.
Felesége Dóra, akivel 11 gyermekük van.

## Fordítás
Ez a szócikk részben vagy egészben  a   Márton Joób című angol Wikipédia-szócikk fordításán alapul.  Az eredeti cikk szerkesztőit annak laptörténete sorolja fel. Ez a jelzés csupán a megfogalmazás eredetét és a szerzői jogokat jelzi, nem szolgál a cikkben szereplő információk forrásmegjelöléseként.

## Külső hivatkozások
- Joób Márton a Nemzetközi Olimpiai Bizottság honlapján.